# Every Woman Dreams
Az Every Woman Dreams című album az amerikai R&B énekesnő Shanice 5. stúdióalbuma, mely 2006. február 21-én jelent meg az Imajah / PlayTyme független kiadónál. Az album a 194. helyen debütált az amerikai Billboard listán. A 30. helyezést érte el a Billboard 200-as R&B- / Hip-Hop- albumlistán. Az albumból világszerte 209.000 példányt adtak el a Nielson SoundScan szerint.

## Megjelenések
1. Intro
2. Get Up
3. Every Woman Dreams
4. Things In The Movies
5. Keep It To Yourself
6. Take Care Of U
7. So Sexy
8. That's Why I Love U
9. Crazy 4 U
10. So Free
11. Chocolate
12. Loving You
13. Forever Like A Rose
14. Can't Imagine
15. Joy
16. Outro

## Slágerlista
| Slágerlista (2006)        | Legjobb helyezés |
| ------------------------- | ---------------- |
| US Billboard 200          | 194              |
| US Top R&B/Hip-Hop Albums | 30               |
| US Independent Albums     | 20               |